# Jake Farrow
Jake Farrow (Oslo, 18 de octubre de 1978) es un actor, guionista de televisión y escritor. Es conocido por haber interpretado el papel de Gavin en la serie de televisión estadounidense Drake y Josh y por haber hecho cameos en series como iCarly. También ha escrito y dirigido junto a Dan Schneider y Joe Catania algunos episodios de las series Drake y Josh, iCarly y Victorious, en este último se le conoce por dar voz a Rex Powers, el irreverente y sarcástico títere de Robbie Shapiro.

## Televisión
| Año         | Título             | Personaje        | Notas                                                      |
| ----------- | ------------------ | ---------------- | ---------------------------------------------------------- |
| 2004 - 2008 | Drake y Josh       | Gavin            | Secundario                                                 |
| 2010 - 2013 | Victorious         | Rex Powers       | Secundario                                                 |
| 2010 - 2011 | iCarly             | Gavin/Rex        | Gavin: "La Guerra de los Fans" Rex: iParty with Victorious |
| 2011 - 2014 | An Evening With... | Christopher Cane | Protagonista, Talk Show                                    |

## Escritor
- Jesse (2000)
- Fuera del centro (2002)
- Lo que me gusta de ti (2003)
- Drake y Josh (2005)
- Desarrollo arrestado (2005)
- ICarly (2007-2012) (también como productor)
- Victorious (2010-2012) (también como productor)
- Sam & Cat (2013-2014) (también como coproductor ejecutivo)
- Henry Danger (2014-2015, 2018-2020) (también como coproductor ejecutivo y productor ejecutivo)
- Las aventuras de Kid Danger (2018)
- Game Shakers (2015-2019) (también como productor ejecutivo)
- Danger Force (2020-presente) (también como productor ejecutivo)